# Columnea verecunda
Columnea verecunda är en tvåhjärtbladig växtart som beskrevs av Conrad Vernon Morton. Columnea verecunda ingår i släktet Columnea och familjen Gesneriaceae. Inga underarter finns listade i Catalogue of Life.